# Melgaço kommun, Brasilien
Melgaço är en kommun i Brasilien.   Den ligger i delstaten Pará, i den norra delen av landet, 1 600 km norr om huvudstaden Brasília. Antalet invånare är 24 789. Arean är 6 774 kvadratkilometer.
Terrängen i Melgaço är platt.
I omgivningarna runt Melgaço växer i huvudsak städsegrön lövskog. Runt Melgaço är det mycket glesbefolkat, med 4 invånare per kvadratkilometer.